# لا كاوتشي
لا كاوتشي (بالفرنسية: La Cauchie)‏ هي بلدية تقع في إقليم باد كاليه من منطقة نور با دو كاليه في شمال فرنسا. تبلغ مساحة هذه المدينة 2.2 (كم²)، وترتفع عن سطح البحر 161 م، يبلغ عدد سكانها 178 نسمة حسب إحصاء المعهد الوطني للإحصاء والدراسات الاقتصادية سنة 2009 م. وترأس Robert Lesage البلدية خلال فترة (2008-2014).